# Vallanca
Vallanca – gmina w Hiszpanii, w prowincji Walencja, we wspólnocie autonomicznej Walencja, o powierzchni 56,61 km². W 2011 roku liczyła 160 mieszkańców.